# Set Fire to the Rain
Set Fire to the Rain – trzeci singel brytyjskiej piosenkarki Adele z jej drugiego albumu studyjnego zatytułowanego 21. Utwór został napisany przez Adele i Frasera T. Smitha. 4 lipca 2011 roku został wydany jako trzeci singel w Wielkiej Brytanii, gdzie dotarł do 11 miejsca. Piosenka zajęła pierwsze miejsce w Polsce, Belgii i Holandii. Natomiast w Austrii, Danii, Finlandii, Norwegii, Szwajcarii, Niemczech i we Włoszech singel uplasował się w pierwszej dziesiątce. Piosenka została uhonorowana nagrodą Grammy 2013 w kategorii Najlepsze solowe wykonanie pop.

## Występy na żywo
Adele po raz pierwszy na żywo wykonała tę piosenkę 29 kwietnia w programie „Graham Norton Show”. 3 maja Adele zaśpiewała ją ponownie w Jools Holland.

## Lista utworów
- Digital EP – remixes[3]

1. „Set Fire to the Rain” (Thomas Gold Remix)
2. „Set Fire to the Rain” (Thomas Gold Dub)
3. „Set Fire to the Rain” (Moto Blanco Remix)
4. „Set Fire to the Rain” (Moto Blanco Edit)

## Pozycje na listach

### Listy przebojów
| Lista (2011-12)                          | Najwyższa pozycja |
| ---------------------------------------- | ----------------- |
| Australia (Top 50 Singles)               | 11                |
| Austria (Ö3 Austria Top 40)              | 5                 |
| Belgia (Flandria) (Ultratop 50 Singles)  | 1                 |
| Belgia (Wallonia) (Ultratop 50 Singles)  | 1                 |
| Czechy (Singles Digital – Top 100)       | 1                 |
| Dania (Track Top-40)                     | 5                 |
| Finlandia (Top 20 Singles)               | 2                 |
| Francja (Top 200 Singles)                | 9                 |
| Holandia (Dutch Top 40)                  | 1                 |
| Irlandia (Top 50 Singles)                | 6                 |
| Japonia (Japan Hot 100)                  | 100               |
| Kanada (Billboard Canadian Hot 100)      | 2                 |
| Niemcy (Top 100 Singles)                 | 6                 |
| Norwegia (Top 20 Singles)                | 4                 |
| Nowa Zelandia (Top 40 Singles)           | 8                 |
| Polska (AirPlay – Top)                   | 1                 |
| Szkocja (Top 40 Scottish)                | 10                |
| Słowacja (Singles Digital)               | 6                 |
| Szwecja (Top 60 Singles)                 | 13                |
| Szwajcaria (Singles Top 100)             | 4                 |
| Wielka Brytania (Singles Top 100)        | 11                |
| Stany Zjednoczone (Hot 100)              | 1                 |
| Stany Zjednoczone (Pop Songs)            | 2                 |
| Stany Zjednoczone (Hot Latin Songs)      | 30                |
| Stany Zjednoczone (Hot Dance Club Songs) | 18                |
| Stany Zjednoczone (Radio Songs)          | 2                 |
| Stany Zjednoczone (Digital Songs)        | 1                 |
| Stany Zjednoczone (Alternative Songs)    | 31                |
| Stany Zjednoczone (Adult Contemporary)   | 10                |
| Stany Zjednoczone (Adult Top 40)         | 1                 |
| Węgry (Rádiós Top 40 játszási lista)     | 9                 |
| Włochy (Top 20 Singles)                  | 3                 |

| Lista (2011)           | Najwyższa pozycja |
| ---------------------- | ----------------- |
| RMF FM (POPLista)      | 1                 |
| Radio Szczecin (SLiP)  | 1                 |
| Polskie Radio (LP3)    | 1                 |
| Radio Eska (Gorąca 20) | 1                 |

| Kraj                         | Certyfikat          | Sprzedaż   |
| ---------------------------- | ------------------- | ---------- |
| Australia (ARIA)             | 3x platynowa płyta  | 210 000+   |
| Belgia (BEA)                 | platynowa płyta     | 30 000+    |
| Brazylia (Pro-Música Brasil) | 2x diamentowa płyta | 500 000+   |
| Dania (IFPI Danmark)         | 2x platynowa płyta  | 180 000+   |
| Kanada (MC)                  | diamentowa płyta    | 800 000+   |
| Meksyk (AMPROFON)            | 2x platynowa płyta  | 120 000+   |
| Niemcy (BVMI)                | platynowa płyta     | 300 000+   |
| Norwegia (IFPI Norge)        | platynowa płyta     | 60 000+    |
| Nowa Zelandia (RMNZ)         | platynowa płyta     | 15 000+    |
| Portugalia (AFP)             | 2x platynowa płyta  | 40 000+    |
| Stany Zjednoczone (RIAA)     | 4x platynowa płyta  | 4 000 000+ |
| Szwajcaria (IFPI Schweiz)    | platynowa płyta     | 30 000+    |
| Wielka Brytania (BPI)        | 3x platynowa płyta  | 1 800 000+ |
| Włochy (FIMI)                | 3x platynowa płyta  | 90 000+    |